# Vernon (Michigan)
Vernon – wieś w Stanach Zjednoczonych, w stanie Michigan, w hrabstwie Shiawassee.